# Троє на снігу (фільм, 1974)
«Троє на снігу» (нім. Drei Männer im Schnee) — німецька кінокомедія 1974 року, знята німецьким режисером Альфредом Форером на основі однойменного роману Еріха Кестнера 1934 року.

## Сюжет
Мільйонер Отто Тоблер хоче бодай деякий час пожити життям пересічної небагатої людини. Він бере участь у конкурсі власної компанії, приховуючись під ім'ям місцевого перукаря Едуарда Шульце, і посідає друге місце, отримавши в нагороду путівку на 14 днів у розкішний високогірний готель. Дорогою до готелю Тоблер-Шульце знайомиться з автомеханіком Борисом Дорфмейстером, який посів перше місце в конкурсі.
Стурбована його дивною забаганкою мати Тоблера телефонує до готелю, щоб попередити персонал про приїзд таємного мільйонера, але в готелі помилково сприймають за мільйонера Бориса, тож Шульце-Тоблера заселяють у маленьку кімнатку на горищі, а Борис отримує розкішну кімнату, улесливе обслуговування персоналу та увагу дівиць, які полюють на принців.
Через декілька днів у готель приїжджає донька Отто, і події стають ще веселішими.

## У ролях
| Актор           | Роль              |
| --------------- | ----------------- |
| Клаус Шварцкопф | Отто Тоблер       |
| Томас Фрітш     | Борис Дорфмейстер |
| Роберто Бланко  | Тітус             |
| Сюзанна Бек     | Сюзанна Тоблер    |
| Ліна Карстенс   | фрау Тоблер       |